# Regiones de Madagascar
Madagascar está dividida en regiones (faritra) desde 2004. En 2021 se creó una nueva, por lo tanto hay 23 de ellas. Las regiones son tanto colectividades territoriales descentralizadas como distritos administrativos. Desde la revisión de 2007 de la constitución, han asumido todas las funciones administrativas de las 6 antiguas provincias autónomas (faritany mizakatena).

## Lista de regiones
Los nombres de las regiones y sus capitales están confirmados por la ley 2014-020 del 27 de septiembre de 2014. En 2015 un decreto ajustó el contorno de estas regiones según la nueva división de las comunas. En 2021, la región de Vatovavy-Fitovinany se dividió en Vatovavy y Fitovinany según la ley 010/2021 del 9 de junio de 2021.

Mapa de las actuales regiones de Madagascar.

| Número en el mapa | Nombre            | Superficie (km²) | Población (censo 2018) | Densidad de población por km² | Capital              | Antigua provincia |
| ----------------- | ----------------- | ---------------- | ---------------------- | ----------------------------- | -------------------- | ----------------- |
| 1                 | Diana             | 19 266           | 889 736                | 36.3                          | Antsiranana          | Antsiranana       |
| 2                 | Sava              | 25 518           | 1 123 013              | 38.4                          | Sambava              | Antsiranana       |
| 3                 | Itasy             | 6993             | 897 962                | 104.8                         | Miarinarivo          | Antananarivo      |
| 4                 | Analamanga        | 16 911           | 3 618 128              | 198.0                         | Antananarivo         | Antananarivo      |
| 5                 | Vakinankaratra    | 16 599           | 2 074 358              | 108.6                         | Antsirabe            | Antananarivo      |
| 6                 | Bongolava         | 16 688           | 674 474                | 27.4                          | Tsiroanomandidy      | Antananarivo      |
| 7                 | Sofía             | 50 100           | 1 500 227              | 24.9                          | Antsohihy            | Mahajanga         |
| 8                 | Boeny             | 31 046           | 931 171                | 25.8                          | Mahajanga            | Mahajanga         |
| 9                 | Betsiboka         | 30 025           | 394 561                | 9.8                           | Maevatanana          | Mahajanga         |
| 10                | Melaky            | 38 852           | 309 805                | 7.5                           | Maintirano           | Mahajanga         |
| 11                | Alaotra-Mangoro   | 31 948           | 1 255 514              | 32.1                          | Ambatondrazaka       | Toamasina         |
| 12                | Atsinanana        | 21 934           | 1 484 403              | 57.9                          | Toamasina            | Toamasina         |
| 13                | Analanjirofo      | 21 930           | 1 152 345              | 47.2                          | Fenoarivo Atsinanana | Toamasina         |
| 14                | Amoron'i Mania    | 16 141           | 833 919                | 44.3                          | Ambositra            | Fianarantsoa      |
| 15                | Matsiatra Ambony  | 21 080           | 1 447 296              | 56.9                          | Fianarantsoa         | Fianarantsoa      |
| 16a               | Fitovinany        | 19 605           | 1 435 882              | 72.2                          | Manakara             | Fianarantsoa      |
| 16b               | Vatovavy          |                  | 705 675                | 72.2                          | Mananjary            | Fianarantsoa      |
| 17                | Atsimo-Atsinanana | 18 863           | 1 026 674              | 47.6                          | Farafangana          | Fianarantsoa      |
| 18                | Ihorombe          | 26 391           | 418 520                | 11.8                          | Ihosy                | Fianarantsoa      |
| 19                | Menabe            | 46 121           | 700 577                | 12.8                          | Morondava            | Toliara           |
| 20                | Atsimo-Andrefana  | 66 236           | 1 799 088              | 19.9                          | Toliara              | Toliara           |
| 21                | Androy            | 19 317           | 903 376                | 38.0                          | Ambovombe-Androy     | Toliara           |
| 22                | Anosy             | 25 731           | 809 313                | 26.1                          | Tôlanaro             | Toliara           |